# La Femme fatale (film, 1917)
Pour les articles homonymes, voir La Femme fatale.
La Femme fatale est un film muet français réalisé par Louis Feuillade et sorti en 1917.

## Fiche technique
- Titre : La Femme fatale
- Réalisation : Louis Feuillade
- Société de production : Société des Etablissements L. Gaumont
- Format : Noir et blanc — 35 mm — 1,33:1 — Muet
- Métrage : 524 m
- Genre :
- Durée : 17 minutes et 30 secondes
- Date de sortie : 
  - France : octobre 1917

## Distribution
- Yvonne Dario
- Marcel Lévesque
- Édouard Mathé
- Gaston Michel